# Odbor za notranjo politiko, javno upravo in pravosodje Državnega zbora Republike Slovenije
Odbor za notranjo politiko, javno upravo in pravosodje je odbor Državnega zbora Republike Slovenije.

## Delovanje
»Odbor obravnava predloge zakonov, druge akte in problematiko, ki se nanaša na javno varnost in policijo, upravne notranje zadeve in migracije, javno upravo in sistem javnih uslužbencev, plačni sistem v javnem sektorju, organizacijo in status sodišč, državnega tožilstva, državnega pravobranilstva in Ustavnega sodišča Republike Slovenije. V področje dela omenjenega odbora sodijo tudi: civilno in kaznovalno pravo, sodne postopke in pravosodno upravo, odvetništvo in notariat, izvrševanje kazenskih sankcij, varstvo osebnih podatkov in druga vprašanja, ki jih obravnava za ta področja pristojno ministrstvo.
Odbor obravnava zadeve EU s svojega delovnega področja.«

## Sestava
4. državni zbor Republike Slovenije
- izvoljen: ?
- predsednik: Mojca Kucler Dolinar
- podpredsednik: Darja Lavtižar Bebler
- člani: Pavel Gantar, Matjaž Han, Srečko Hvauc, Alenka Jeraj, Franc Kangler, Anton Kokalj, Dimitrij Kovačič, Mitja Ljubeljšek, Marko Pavliha, Rudolf Petan, Miran Potrč, Maria Pozsonec, Vili Rezman, Davorin Terčon, Boštjan Zagorac